# El Viejo Almacén

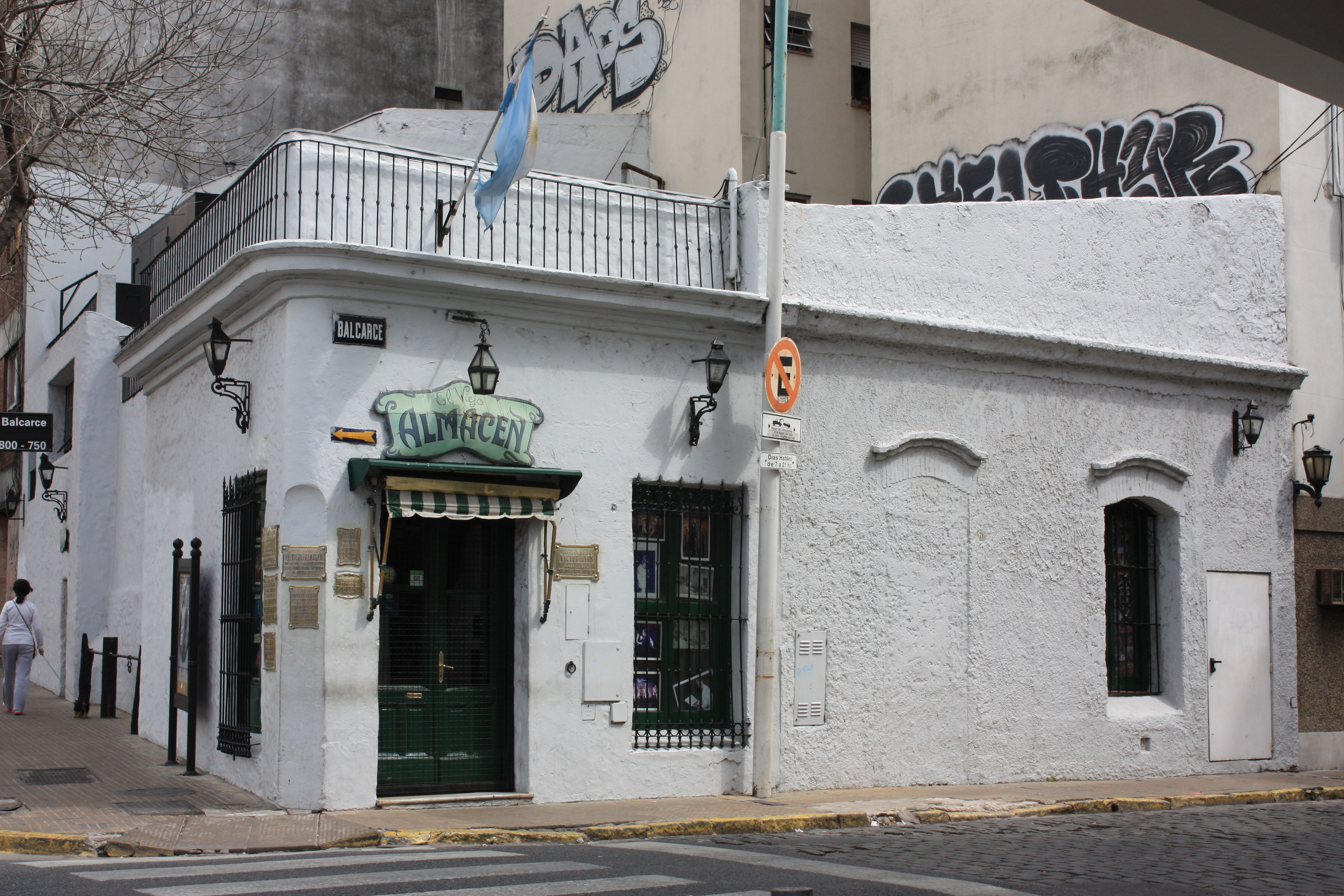
Fachada actual del edificio, en la intersección de la calle Balcarce y la avenida Independencia.

El Viejo Almacén es una tradicional tanguería ubicada en Balcarce 793 e Independencia, a metros de la avenida Paseo Colón el barrio porteño de San Telmo, fundada el 9 de mayo de 1969 por el cantante Edmundo Rivero sobre una edificación colonial y declarada Sitio de Interés Cultural por el Concejo Deliberante en 1982. Anteriormente, en ese lugar funcionaba El Volga, un restaurante ruso fundado por inmigrantes de aquel país en 1900, que servía como punto de reunión de diferentes artistas y poetas. El nombre elegido hace referencia al tango Sentimiento gaucho, que menciona un viejo almacén de Paseo Colón donde van los que tienen perdida la fe.
Diversos artistas, como Aníbal Troilo, Osvaldo Pugliese, Roberto Goyeneche, Ernesto Baffa y Leopoldo Federico, entre otros, han actuado en sus escenarios. Además de funcionar como tanguería, el espacio promovió diversas expresiones culturales, como el ciclo de Poesía Abierta que se extendió por una década, así como la presentación de libros y álbumes, y reuniones de instituciones, como la Academia Porteña del Lunfardo.
En 1977, durante la gestión del intendente de facto Osvaldo Cacciatore se planeó su demolición. El escritor Ernesto Sabato fue uno de los notables que se opuso a esta decisión. Si bien este proyecto no se concretó, se suprimieron 140m² del edificio durante la ampliación de la avenida Independencia. En 1993 debió cerrar sus puertas por problemas financieros, pero fue reinaugurado tres años después.